# Lista de campeãs juvenis em duplas de torneios do Grand Slam
Esta é a lista de campeãs juvenis em duplas do Australian Open, de Roland Garros, de Wimbledon e do US Open.
A era amadora abrangeu apenas o Australian Open, que era o Australian Championships.
A era profissional ou aberta da categoria começou em 1969, quando apenas existia o Grand Slam australiano. Outros torneios debutariam duplas juvenis mais de dez anos depois.

## Por ano

### Era aberta
| Ano  | Australian Open                                     | Roland Garros                                       | Wimbledon                                              | US Open                                                     |
| ---- | --------------------------------------------------- | --------------------------------------------------- | ------------------------------------------------------ | ----------------------------------------------------------- |
| 2025 | Annika Penickova Kristina Penickova                 |                                                     |                                                        |                                                             |
| 2024 | Tyra Caterina Grant (2/3) Iva Jovic (1/2)           | Renáta Jamrichová (2/2) Tereza Valentová            | Tyra Caterina Grant (3/3) Iva Jovic (2/2)              | Malak El Allami Emily Sartz-Lunde                           |
| 2023 | Renáta Jamrichová (1/2) Federica Urgesi             | Tyra Caterina Grant (1/3) Clervie Ngounoue (2/2)    | Alena Kovačková Laura Samsonová                        | Mara Gae Anastasiia Gureva                                  |
| 2022 | Clervie Ngounoue (1/2) Diana Shnaider (2/3)         | Sára Bejlek Lucie Havlíčková (1/2)                  | Rose Marie Nijkamp Angella Okutoyi                     | Lucie Havlíčková (2/2) Diana Shnaider (3/3)                 |
| 2021 | Torneio juvenil não realizado                       | Alexandra Eala (2/2) Oksana Selekhmeteva (2/2)      | Kristina Dmitruk Diana Shnaider (1/3)                  | Ashlyn Krueger Robin Montgomery                             |
| 2020 | Alexandra Eala (1/2) Priska Madelyn Nugroho         | Eleonora Alvisi Lisa Pigato                         | Torneio não realizado devido à pandemia de COVID-19    | Torneio juvenil não realizado devido à pandemia de COVID-19 |
| 2019 | Natsumi Kawaguchi Adrienn Nagy                      | Chloe Beck Emma Navarro                             | Savannah Broadus Abigail Forbes                        | Kamilla Bartone Oksana Selekhmeteva (1/2)                   |
| 2018 | Liang En-shuo Wang Xinyu (1/2)                      | Caty McNally (1/2) Iga Świątek                      | Wang Xinyu (2/2) Wang Xiyu                             | Cori Gauff Caty McNally (2/2)                               |
| 2017 | Bianca Andreescu (1/2) Carson Branstine (1/2)       | Bianca Andreescu (2/2) Carson Branstine (2/2)       | Olga Danilović (2/3) Kaja Juvan                        | Olga Danilović (3/3) Marta Kostyuk                          |
| 2016 | Anna Kalinskaya Tereza Mihalíková                   | Paula Arias Manjón Olga Danilović (1/3)             | Usue Maitane Arconada Claire Liu                       | Jada Hart Ena Shibahara                                     |
| 2015 | Miriam Kolodziejová (1/2) Markéta Vondroušová (1/2) | Miriam Kolodziejová (2/2) Markéta Vondroušová (2/2) | Dalma Gálfi Fanny Stollár                              | Viktória Kužmová Aleksandra Pospelova                       |
| 2014 | Anhelina Kalinina Elizaveta Kulichkova              | Ioana Ducu Ioana Loredana Roșca                     | Tami Grende Ye Qiuyu                                   | İpek Soylu Jil Teichmann                                    |
| 2013 | Ana Konjuh Carol Zhao                               | Barbora Krejčíková (1/3) Kateřina Siniaková (1/3)   | Barbora Krejčíková (2/3) Kateřina Siniaková (2/3)      | Barbora Krejčíková (3/3) Kateřina Siniaková (3/3)           |
| 2012 | Gabrielle Andrews (1/2) Taylor Townsend (1/3)       | Daria Gavrilova Irina Khromacheva (3/3)             | Eugenie Bouchard (2/2) Taylor Townsend (2/3)           | Gabrielle Andrews (2/2) Taylor Townsend (3/3)               |
| 2011 | An-Sophie Mestach Demi Schuurs (1/2)                | Irina Khromacheva (1/3) Maryna Zanevska (2/2)       | Eugenie Bouchard (1/2) Grace Min                       | Irina Khromacheva (2/3) Demi Schuurs (2/2)                  |
| 2010 | Jana Čepelová Chantal Škamlová                      | Tímea Babos (1/3) Sloane Stephens (1/3)             | Tímea Babos (2/3) Sloane Stephens (2/3)                | Tímea Babos (3/3) Sloane Stephens (3/3)                     |
| 2009 | Christina McHale Ajla Tomljanović                   | Elena Bogdan Noppawan Lertcheewakarn (2/3)          | Noppawan Lertcheewakarn (3/3) Sally Peers              | Valeria Solovieva Maryna Zanevska (1/2)                     |
| 2008 | Ksenia Lykina Anastasia Pavlyuchenkova (5/5)        | Polona Hercog (1/2) Jessica Moore (1/2)             | Polona Hercog (2/2) Jessica Moore (2/2)                | Noppawan Lertcheewakarn (1/3) Sandra Roma                   |
| 2007 | Evgeniya Rodina Arina Rodionova                     | Ksenia Milevskaya (1/2) Urszula Radwańska (1/3)     | Anastasia Pavlyuchenkova (4/5) Urszula Radwańska (2/3) | Ksenia Milevskaya (2/2) Urszula Radwańska (3/3)             |
| 2006 | Sharon Fichman (1/2) Anastasia Pavlyuchenkova (1/5) | Sharon Fichman (2/2) Anastasia Pavlyuchenkova (2/5) | Alisa Kleybanova (3/3) Anastasia Pavlyuchenkova (3/5)  | Mihaela Buzărnescu Ioana Raluca Olaru                       |
| 2005 | Victoria Azarenka (2/4) Marina Eraković (2/2)       | Victoria Azarenka (3/4) Ágnes Szávay (1/2)          | Victoria Azarenka (4/4) Ágnes Szávay (2/2)             | Nikola Fraňková Alisa Kleybanova (2/3)                      |
| 2004 | Chan Yung-jan Sun Sheng-nan                         | Kateřina Böhmová Michaëlla Krajicek (1/2)           | Victoria Azarenka (1/4) Olga Govortsova                | Marina Erakovic (1/2) Michaëlla Krajicek (2/2)              |
| 2003 | Casey Dellacqua Adriana Szili                       | Marta Fraga Adriana González-Penas                  | Alisa Kleybanova (1/3) Sania Mirza                     | Torneio de duplas não realizado devido à chuva              |
| 2002 | Gisela Dulko (3/3) Angelique Widjaja                | Anna-Lena Grönefeld Barbora Strýcová (2/3)          | Elke Clijsters (1/2) Barbora Strýcová (3/3)            | Elke Clijsters (2/2) Kirsten Flipkens                       |
| 2001 | Petra Cetkovská (1/2) Barbora Strýcová (1/3)        | Petra Cetkovská (2/2) Renata Voráčová               | Gisela Dulko (2/3) Ashley Harkleroad                   | Galina Fokina Svetlana Kuznetsova                           |
| 2000 | Anikó Kapros Christina Wheeler                      | María José Martínez Sánchez Anabel Medina Garrigues | Ioana Gaspar Tatiana Perebiynis                        | Gisela Dulko (1/3) María Emilia Salerni (2/2)               |
| 1999 | Eleni Daniilidou Virginie Razzano                   | Flavia Pennetta Roberta Vinci                       | Dája Bedáňová (1/2) María Emilia Salerni (1/2)         | Dája Bedáňová (2/2) Iroda Tylyaganova                       |
| 1998 | Evie Dominikovic Alicia Molik                       | Kim Clijsters (1/2) Jelena Dokić                    | Eva Dyrberg (1/2) Jelena Kostanić                      | Kim Clijsters (2/2) Eva Dyrberg (2/2)                       |
| 1997 | Mirjana Lučić Jasmin Wöhr                           | Cara Black (2/3) Irina Selyutina (1/2)              | Cara Black (3/3) Irina Selyutina (2/2)                 | Marissa Irvin Alexandra Stevenson                           |
| 1996 | Michaela Paštiková Jitka Schonfeldova               | Alice Canepa Giulia Casoni                          | Olga Barabanschikova Amélie Mauresmo                   | Surina de Beer (2/2) Jessica Steck                          |
| 1995 | Corina Morariu (2/4) Ludmila Varmužová (2/4)        | Corina Morariu (3/4) Ludmila Varmužová (3/4)        | Cara Black (1/3) Aleksandra Olsza                      | Corina Morariu (4/4) Ludmila Varmužová (4/4)                |
| 1994 | Corina Morariu (1/4) Ludmila Varmužová (1/4)        | Martina Hingis Henrieta Nagyová                     | Esme De Villiers Elizabeth Jelfs                       | Surina de Beer (1/2) Chantal Reuter                         |
| 1993 | Joana Manta Ludmilla Richterova                     | Laurence Courtois (2/3) Nancy Feber (2/3)           | Laurence Courtois (3/3) Nancy Feber (3/3)              | Nicole London (3/3) Julie Steven                            |
| 1992 | Lindsay Davenport (1/2) Nicole London (1/3)         | Laurence Courtois (1/3) Nancy Feber (1/3)           | Maija Avotins Lisa McShea                              | Lindsay Davenport (2/2) Nicole London (2/3)                 |
| 1991 | Karina Habšudová (2/2) Barbara Rittner              | Eva Bes Inés Gorrochategui                          | Catherine Barclay Limor Zaltz                          | Kristin Godridge (2/2) Nicole Pratt (2/2)                   |
| 1990 | Rona Mayer Limor Zaltz                              | Ruxandra Dragomir Irina Spîrlea                     | Karina Habšudová (1/2) Andrea Strnadová (2/2)          | Kristin Godridge (1/2) Kirrily Sharpe                       |
| 1989 | Andrea Strnadová (1/2) Eva Sviglerova               | Nicole Pratt (1/2) Wang Shi-ting                    | Jennifer Capriati (1/2) Meredith McGrath (3/4)         | Jennifer Capriati (2/2) Meredith McGrath (4/4)              |
| 1988 | Jo-Anne Faull (1/2) Rachel McQuillan (1/2)          | Alexia Dechaume Emmanuelle Derly                    | Jo-Anne Faull (2/2) Rachel McQuillan (2/2)             | Meredith McGrath (2/4) Kimberly Po (2/2)                    |
| 1987 | Ann Devries Nicole Provis                           | Natalia Medvedeva (1/2) Natasha Zvereva (2/3)       | Natalia Medvedeva (2/2) Natasha Zvereva (3/3)          | Meredith McGrath (1/4) Kimberly Po (1/2)                    |
| 1986 | Torneio não realizado devido à mudança de data      | Leila Meskhi Natasha Zvereva (1/3)                  | Michelle Jaggard Lisa O'Neill                          | Jana Novotná Radka Zrubáková (2/2)                          |
| 1985 | Jenny Byrne Janine Thompson ‡                       | Mariana Pérez-Roldán Patricia Tarabini              | Louise Field (2/2) Janine Thompson                     | Andrea Holikova Radka Zrubáková (1/2)                       |
| 1984 | Louise Field (1/2) Larisa Savchenko ‡               | Digna Ketelaar Simone Schilder                      | Caroline Kuhlman Stephanie Rehe                        | Mercedes Paz Gabriela Sabatini                              |
| 1983 | Bernadette Randall (1/2) Kim Staunton (2/2) ‡       | Carin Anderholm Helena Olsson                       | Patty Fendick Patricia Hy                              | Ann Hulbert Bernadette Randall (2/2)                        |
| 1982 | Annette Gulley Kim Staunton (1/2) ‡                 | Beth Herr (1/3) Janet Lagasse                       | Penny Barg (1/2) Beth Herr (2/3)                       | Penny Barg (2/2) Beth Herr (3/3)                            |
| 1981 | Maree Booth Sharon Hodgkin ‡                        | Sophie Amiach Corinne Vanier                        |                                                        |                                                             |
| 1980 | Anne Minter Miranda Yates ‡                         |                                                     |                                                        |                                                             |
| 1979 | Linda Cassell Sue Leo ‡                             |                                                     |                                                        |                                                             |
| 1978 | Debbie Freeman Kathy Mantle ‡                       |                                                     |                                                        |                                                             |
| 1977 | Keryn Pratt (2/2) Amanda Tobin (2/2) ‡              |                                                     |                                                        |                                                             |
| 1977 | Keryn Pratt (1/2) Amanda Tobin (1/2)                |                                                     |                                                        |                                                             |
| 1976 | Jan Morton Jan Wilton                               |                                                     |                                                        |                                                             |
| 1975 | Diane Evers Nerida Gregory (2/2)                    |                                                     |                                                        |                                                             |
| 1974 | Nerida Gregory (1/2) Julia Hanrahan                 |                                                     |                                                        |                                                             |
| 1973 | Jenny Dimond Dianne Fromholtz                       |                                                     |                                                        |                                                             |
| 1972 | Saly Irvine Pam Whytcross                           |                                                     |                                                        |                                                             |
| 1971 | Pat Edwards (2/2) Janice Whyte                      |                                                     |                                                        |                                                             |
| 1970 | Janet Faillis Janet Young                           |                                                     |                                                        |                                                             |
| 1969 | Pat Edwards (1/2) Evonne Goolagong                  |                                                     |                                                        |                                                             |

### Era amadora
| Ano                                                                     | Australian Open                        |
| ----------------------------------------------------------------------- | -------------------------------------- |
| 1968                                                                    | Lesley Hunt Vicki Lancaster            |
| 1967                                                                    | Susan Alexander Caroline Cooper        |
| 1966                                                                    | Karen Krantzcke Pat Turner             |
| 1965                                                                    | Helen Gourlay (2/2) Kerry Melville     |
| 1964                                                                    | Kaye Dening Helen Gourlay (1/2)        |
| 1963                                                                    | Trish McClenaughan Gail Sherriff       |
| 1962                                                                    | Heather Ross Jill Starr                |
| 1961                                                                    | Robyn Ebbern Madonna Schacht           |
| 1960                                                                    | Dawn Robberds (2/2) Lesley Turner      |
| 1959                                                                    | Jan Lehane (2/2) Dawn Robberds (1/2)   |
| 1958                                                                    | Betty Holstein (3/3) Jan Lehane (1/2)  |
| 1957                                                                    | Margot Rayson Val Roberts              |
| 1956                                                                    | Sheila Armstrong Lorraine Coghlan      |
| 1955                                                                    | Elizabeth Orton Pat Parmenter          |
| 1954                                                                    | Betty Holstein (2/3) Beth Jones        |
| 1953                                                                    | Mary Carter (2/2) Barbara Warby        |
| 1952                                                                    | Mary Carter (1/2) Betty Holstein (1/3) |
| 1951                                                                    | Jenny Staley Margaret Wallis           |
| 1950                                                                    | Carmen Borelli Pam Southcombe          |
| 1949                                                                    | Beryl Penrose J. Robbins               |
| 1948                                                                    | Gloria Blair B. Bligh                  |
| 1947                                                                    | Shirley Jackson Veronica Linehan       |
| 1946                                                                    | N. Reid Helen Utz                      |
| Torneio não realizado entre 1945 e 1941 devido à Segunda Guerra Mundial |                                        |
| 1940                                                                    | Alison Burton (3/3) Joyce Wood (3/3)   |
| 1939                                                                    | Alison Burton (2/3) Joyce Wood (2/3)   |
| 1938                                                                    | Alison Burton (1/3) Joyce Wood (1/3)   |
| 1937                                                                    | J. Prior I. Webb                       |
| 1936                                                                    | M. Carter Margaret Wilson              |
| 1935                                                                    | Dorothy Stevenson (2/2) Nancye Wynne   |
| 1934                                                                    | E. Chrystal E. McColl                  |
| 1933                                                                    | Dorothy Stevenson (1/2) Gwen Stevenson |
| 1932                                                                    | F. Francisco J. Williams               |
| 1931                                                                    | S. Moon Emily Westacott                |
| 1930                                                                    | Nell Hall Emily Hood                   |

| Legenda |
| ‡ Edição do Australian Open realizada em dezembro (tradicionalmente, o evento é disputado em janeiro). Em 1977, aconteceram duas edições: em janeiro e dezembro |